# Wilfred George Lambert
Wilfred George Lambert (* 26. Februar 1926 in Birmingham; † 9. November 2011) war ein britischer Altorientalist und Vorderasiatischer Archäologe.

## Leben
Wilfred George Lambert hatte von 1959 bis 1964 einen Lehrstuhl am Oriental Seminary der Johns Hopkins University inne, bevor er 1970 die Professur an der University of Birmingham antrat. Ein Jahr später wurde er zum Fellow der British Academy gewählt. Während seiner Zeit in Birmingham engagierte er sich besonders bei der Entzifferung von keilschriftlichen Tontafeln im British Museum. Nach seiner Pensionierung 1993 beschäftigte er sich im Rahmen des Katalogisierungsprojekts für Vorderasiatische Siegel des Britischen Museums mit Inschriften auf den Siegeln. Dabei gelang es ihm, gemeinsam mit Irving Finkel (* 1951), auch Fragmente von Tontafeln zu identifizieren, die den Text des Kyroszylinders wiedergeben. Zu seiner wissenschaftlichen Tätigkeit gehörte außerdem die Mitwirkung am CAD-Projekt als externer Berater. Bekannt wurde er besonders durch seine Entdeckungen bei der Erforschung des Gilgamesch-Epos. Außerdem war er präsentierendes Mitglied des Internationalen Kongresses für Assyriologie und Vorderasiatische Archäologie.
Im Zweiten Weltkrieg verweigerte Lambert als Mitglied einer Christadelphian-Gemeinde den Dienst an der Waffe und beaufsichtigte stattdessen italienische Kriegsgefangene bei ihrer Arbeit in einer nördlich von Birmingham gelegenen Gärtnerei. Für seine Gemeinde gab er auch deren vierteljährliche Zeitschrift heraus.
1984 amtierte Lambert als Präsident der Society for Old Testament Study.

## Werke (Auswahl)
- Morals in ancient Mesopotamia. In: Ex Oriente Lux. Jaarbericht 15, 1957–58, S. 184–196.
- Babylonian Wisdom Literature. Oxford, Clarendon Press 1960.
- mit Peter Walcot: A new Babylonian Theogony and Hesiod. In: Kadmos 4, 1965, S. 64–72.
- mit Alan R. Millard, Miguel Civil: Atra-Hasis. The Babylonian Story of the Flood. Oxford, Clarendon Press 1969.
- Catalogue of the Cuneiform Tablets in the Kouyunjik Collection of the British Museum. Supplementband III. London, British Museum Press 1992.
- The Qualifications of Babylonian Diviners. In Stefan Maul (Hrsg.): Festschrift für Rykle Borger zu seinem 65. Geburtstag am 24. Mai 1994. Groningen, STYX 1998.
- Babylonian Oracle Questions. Winona Lake, Eisenbrauns 2007. (Mesopotamian Civilizations 13)